# قائمة البعثات الدبلوماسية في لاوس

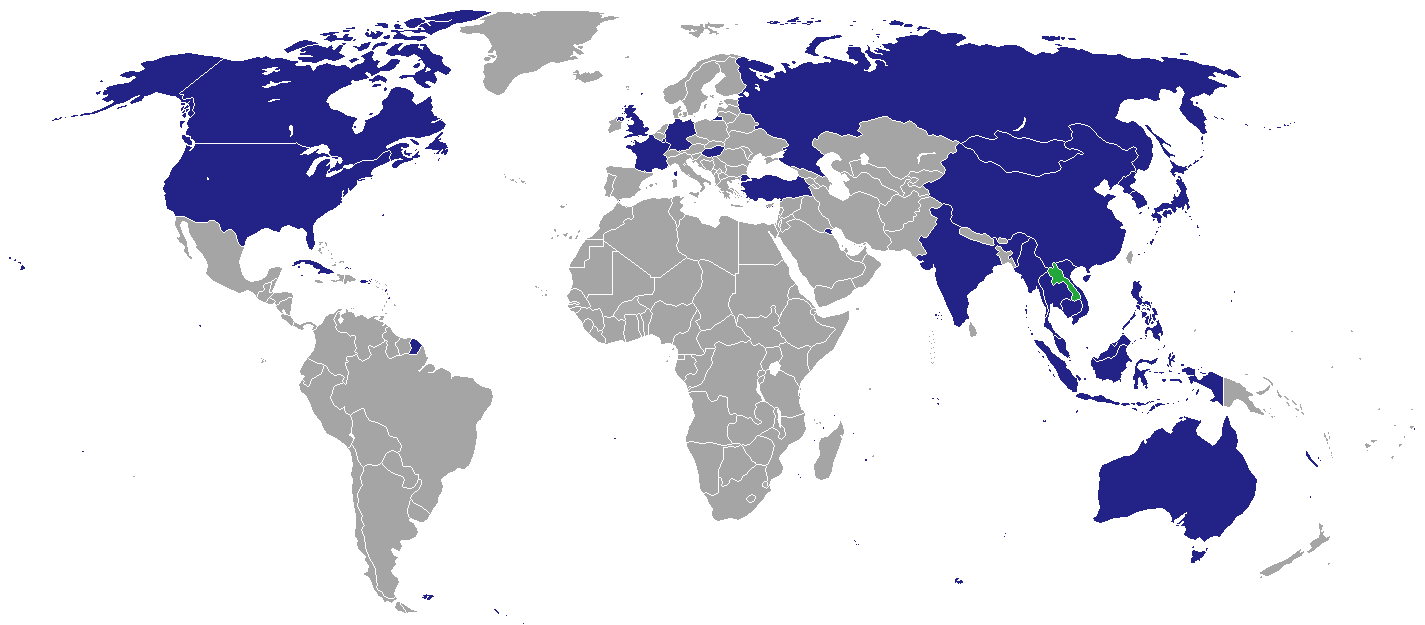
خريطة البعثات الدبلوماسية في لاوس

هذه قائمة «البعثات الدبلوماسية في لاوس». في الوقت الحاضر، تستضيف العاصمة فيينتيان 28 سفارة. العديد من البلدان الأخرى لديها بعثات مقيمة في عواصم إقليمية أخرى.

## السفارات

### فينتيان
- أستراليا
- بروناي
- كمبوديا
- الصين
- كوبا
- فرنسا
- ألمانيا
- الكرسي الرسولي
- الهند
- إندونيسيا
- اليابان
- الكويت
- ماليزيا
- منغوليا
- ميانمار
- كوريا الشمالية
- الفلبين
- روسيا
- سنغافورة
- كوريا الجنوبية
- تايلاند
- المملكة المتحدة
- الولايات المتحدة
- فيتنام

## بعثات أخرى في فينتيان
- المجر (مكتب السفارة)

## القنصليات العامة
لوانغ برابانغ
- الصين
- فيتنام

باكسي
- كمبوديا
- فيتنام

سافانخت
- تايلاند
- فيتنام

## السفارات المعتمدة
ما لم يذكر خلاف ذلك، البعثات مقيمة في بانكوك
- أفغانستان (بكين)
- ألبانيا (هانوي)
- الجزائر (هانوي)
- أندورا (باريس)
- الأرجنتين
- النمسا
- البحرين (نيويورك)
- بنغلاديش (هانوي)
- بلجيكا
- بنين (بكين)
- كندا[1]
- جمهورية إفريقيا الوسطى (بكين)
- تشيلي
- كوستاريكا (بكين)
- كولومبيا (كوالالمبور)
- كرواتيا (بكين)
- قبرص (نيويورك)
- جمهورية التشيك
- الدنمارك (هانوي)
- جمهورية الدومينيكان (نيويورك)
- دومينيكا (نيويورك)
- الاتحاد الأوروبي (تفويض (سياسة))
- مصر (هانوي)
- إستونيا (ستوكهولم)
- إستونيا (بكين)
- فيجي (سول)
- فنلندا (هانوي)
- جورجيا (طوكيو)
- اليونان
- غينيا (بكين)
- غانا (كوالالامبور)
- غواتيمالا
- هايتي (هانوي)
- المجر (هانوي)
- هندوراس (تايبيه)
- آيسلندا (بكين)
- إيران
- العراق (هانوي)
- إيرلندا (هانوي)
- إسرائيل (هانوي)
- إيطاليا
- الأردن (بكين)
- جامايكا (بكين)
- كينيا
- قرغيزستان (بكين)
- لاتفيا (ستوكهولم)
- لبنان (نيويورك)
- ليختنشتاين (برلين)
- ليبيا (هانوي)
- ليتوانيا (ستوكهولم)
- لوكسمبورغ[2]
- جزر المالديف
- موريشيوس (نيويورك)
- مالي (بكين)
- مالطا (نيويورك)
- موريتانيا (نيويورك)
- المكسيك
- مولدوفا (موسكو)
- موناكو (باريس)
- موزمبيق (نيويورك)
- نيبال
- هولندا
- نيوزيلندا
- نيكاراغوا (هانوي)
- النرويج
- عمان (هانوي)
- باكستان
- فلسطين (هانوي)
- باراغواي (طوكيو)
- بيرو
- بابوا غينيا الجديدة (جاكرتا)
- بولندا
- البرتغال
- بنما (هانوي)
- قطر
- رومانيا (هانوي)
- رواندا (بكين)
- الجمهورية العربية الصحراوية الديمقراطية (نيودلهي)
- سيراليون (بكين)
- السعودية (نيودلهي)
- صربيا (يانغون)
- سيشل (بكين)
- سلوفاكيا
- سلوفينيا (بكين)
- جنوب إفريقيا
- إسبانيا
- سريلانكا
- السودان (هانوي)
- السويد
- السنغال (بكين)
- جزر سليمان (جاكرتا)
- الصومال (بكين)
- سويسرا (هانوي)
- سوريا (نيودلهي)
- جنوب السودان (بكين)
- توغو (ب)كين
- تنزانيا (كوالالامبور)
- تركمانستان (موسكو)
- تونس (بكين)
- طاجيكستان (موسكو)
- تونغا (بكين)
- تركيا[3]
- الإمارات العربية المتحدة (هانوي)
- أوغندا (بكين)
- الأوروغواي (هانوي)
- أوزبكستان (هانوي)
- فانواتو (ب)كين
- فنزويلا (هانوي)
- اليمن (بكين)
- زامبيا (كوالالامبور)
- زيمبابوي (نيويورك)